# Siphonolaimus purpureus
Siphonolaimus purpureus är en rundmaskart. Siphonolaimus purpureus ingår i släktet Siphonolaimus och familjen Siphonolaimidae. Inga underarter finns listade i Catalogue of Life.